# András Kállay-Saunders
András Kállay-Saunders, også kendt som Kállay Saunders, er en ungarsk sanger, der repræsenterede Ungarn ved Eurovision Song Contest 2014 i København med nummeret "Running".

## Biografi
András Kállay-Saunders er født den 28. januar 1985 i New York som søn af den ungarske model Katalin Kállay og den amerikanske musiker Fernando Saunders. I 2011 besøgte han Ungarn, hvor han blev opmærksom på talentshowet Megasztár. Han tilmeldte sig showet, hvor han opnåede fjerdeplads samt en pladekontrakt med Universal Music.
I 2013 deltog han i A Dal, den ungarske forhåndsudvælgelse til Eurovision Song Contest, med sangen "My Baby". Året efter vandt han A Dal med "Running", og dermed retten til at repræsentere Ungarn ved Eurovision 2014 i København. Sangen gik videre fra den første semifinale den 6. maj 2014 og opnåede efterfølgende en femteplads ved finalen fire dage senere.